# Wilma Murto
Wilma Anna Helena Murto, född 11 juni 1998 i Kuusjoki, är en finländsk stavhoppare. I Europamästerskapen i friidrott 2022 tog hon guld i stavhoppet efter att ha hoppat 4,85 m, vilket även är Finlands nationsrekord.
År 2021 vann hon finska mästerskapen med ett hopp på 4,72 m. Murto innehar även juniorvärldsrekordet med 4,71 m, vilket sattes den 30 januari 2016.